# Ebeltoft

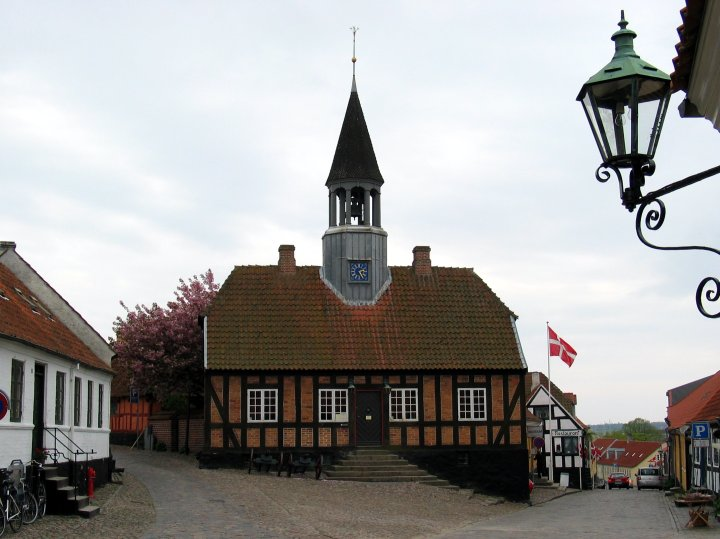
Primăria veche

Ebeltoft este un oraș în Danemarca.